# Мадана
Мадана (фр. Madana) — деревня и супрефектура в Чаде, расположенная на территории региона Восточный Логон. Входит в состав департамента Пенде.

## Географическое положение
Деревня находится в южной части Чада, к северо-востоку от реки Пенде, на высоте 508 метров над уровнем моря.
Населённый пункт расположен на расстоянии приблизительно 380 километров к юго-востоку от столицы страны Нджамены.

## Население
По данным официальной переписи 2009 года численность населения Маданы составляла 11 705 человек (5448 мужчин и 6257 женщин). Население супрефектуры по возрастному диапазону распределилось следующим образом: 53,4 % — жители младше 15 лет, 42,3 % — между 15 и 59 годами и 4,3 % — в возрасте 60 лет и старше.

## Транспорт
Ближайший аэропорт расположен в городе Доба.